# Enäjärvi, Björneborg
Enäjärvi är stadsdel nr. 39 i Björneborg i Finland. Enäjärvis granndistrikt är Pihlava, Metsämaa och Inderö. 
Enäjärvi består av småhusbebyggelse, villor, skog och sjön Enäjärvi, som gett stadsdelen dess namn. Enäjärvi har också en egen grundskola, som har en idrottsplan på sina område. Skolan är gemensam för elever från Enäjärvi och Metsämaa.